# Gens Juvència
La Gens Juvència (llatí: Juventia) va ser una antiga família romana plebea, originària de Túsculum i establerta a Roma probablement en el curs del segle iv aC. El nom de la gens està relacionat amb la divinitat romana Juventa.
El primer personatge conegut és el tribú militar Tit Juvenci, i el primer que va ser cònsol era Marc Juvenci Talna, l'any 163 aC. Cap membre de la família va tenir un paper rellevant a la història i els personatges més destacats són tres juristes: Juvenci Cels, el seu fill Juvenci Cels, i Gai Juvenci.
Les diverses branques de la família portaren cognoms com Cels, Laterense, Pedó i Talna. Els prenoms més corrents eren Titus, Luci, Mani, Publi i Gai. A les inscripcions, el nom Juventius apareix també de vegades com Jubentius.